# Culdoscopia

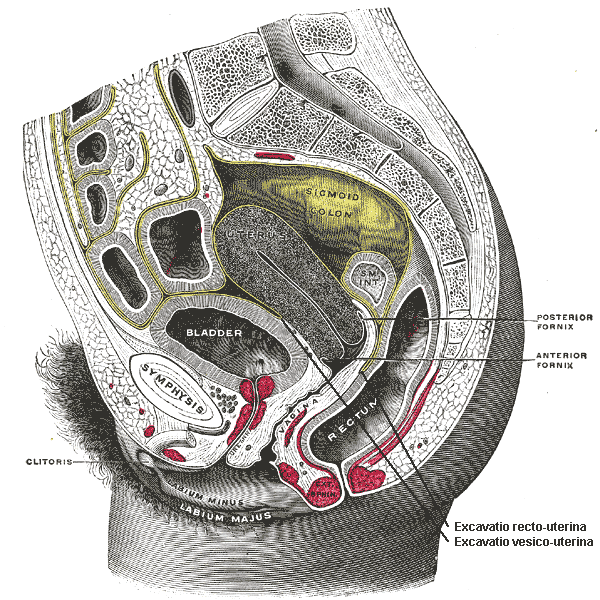
Serve para examinar o fundo do abdômen e pélvis.

Culdoscopia é um procedimento médico realizado com um endoscópio para examinar a saco de Douglas (escavação reto-uterina) e as vísceras pélvicas. A introdução do endoscópio é feita através da parede vaginal posterior e superior. A palavra culdoscopia é derivada do termo cul-de-sac, que significa "fundo de um saco" em francês, pois essa região é também conhecida como fundo do saco de Douglas. Foi inventado pelo dr.Albert Decker em 1939.
O endoscópio não-flexível permite diagnosticar doenças que causam infertilidade como sinequias/adesões, gravidez ectópica e salpingite. Também é útil durante a cirurgia de ligadura de trompas.